# Королець-чернець сизий
Королець-чернець сизий (Peneothello cyanus) — вид горобцеподібних птахів родини тоутоваєвих (Petroicidae). Ендемік Нової Гвінеї.

## Опис
Довжина птаха становить 14-15 см. Він має сизе забарвлення тіла. Його хвіст і махові пера темно-сірого кольору. Дзьоб і лапи чорного кольору, очі темно-карі. Виду не притаманний статевий диморфізм.

## Поширення
Білокрилий королець-чернець є ендеміком Нової Гвінеї. Мешкає в вологих тропічних гірських лісах і на високогір'ях, на висоті від 900 до 2750 м над рівнем моря.

## Таксономія
Виділяють три підвиди:
- P. c. cyanus  (Salvadori, 1874) (Північно-західна частина острова);
- P. c. subcyanea (De Vis, 1897) (Центрально-східна і південно-східна частина острова);
- P. c. atricapilla (Hartert & Paludan, 1934) (Центральна і північна частина острова).

## Поведінка
Мешкає парами. Комахоїдний, шукає їжу на землі, в лісовій підстилці. Будує чашоподібні гнізда в розвилці гілок дерева на висоті близько 6 м. В кладці 1-2 яйця розміром 23,5x18 мм блідо-зеленого або оливкового кольору.